# Blobber
Blobber er en undergenre af computerrollespil, hvor spilleren typisk ser verden fra et førstepersonsperspektiv og styrer en gruppe af personer, der bevæger sig som en samlet enhed. Denne enhed kaldes ofte en "blob", eller på dansk, en "klump."
Nogle spil benytter sig af et hybridsystem, hvor spilverdenen udforskes med gruppens medlemmer i en blob, men skifter til en taktisk visning i kamp, hvorefter gruppens medlemmer styres individuelt.
Nogle blobbers er turbaserede, hvor spilleren og computeren udfører deres handlinger på skift, mens andre blobbers foregår i realtid. I en real-tids-blobber kan spilleren ofte befinde sig i et hektisk virvar af museklik og tastetryk, hvor spilleren både angriber fjenden med alle gruppens medlemmer og samtidig bevæger sig rundt for at undgå modangreb!
Kendte spil i genren inkluderer flere spil i Ultima-serien (1979-1999), The Bard's Tale-serien (1985-2022), Might & Magic-serien (1986-2014), Dungeon Master-serien (1987-1995), Pool of Radiance (1988), Eye of the Beholder-serien (1991-1995), Lands of Lore: The Throne of Chaos (1993) og Legend of Grimrock-serien (2012-2015).